# Australské trestanecké osady
Australské trestanecké kolonie je název jedné z australských památek světového kulturního dědictví UNESCO. Jedná se o soubor 11 lokalit na území států Tasmánie, Nový Jižní Wales, Západní Austrálie a vnějšího teritoria ostrova Norfolk. Australskými trestaneckými koloniemi (téměř 3000 lokalit po celém kontinentu, především v pobřežní části) prošlo přibližně 160 000 odsouzených v období od 80. let 18. století do 60. let 19. století. Vězni byli využíváni pro nucené práce ve prospěch koloniálních projektů. Těchto 11 lokalit přestavuje nejlepší příklady fenoménu masové deportace zločinců a upevňování evropské (britské) koloniální mocnosti za pomoci nucené práce vězňů.

## Přehled lokalit
| Obrázek | Anglický název                          | Datum výstavby | Lokalizace                   | Zem. souřadnice                   |
| ------- | --------------------------------------- | -------------- | ---------------------------- | --------------------------------- |
|         | Cockatoo Island                         | 1857           | Sydney, Nový Jižní Wales     | 33°50′49″ j. š., 151°10′16″ v. d. |
|         | Great North Road                        | 1825-36        | Nový Jižní Wales             | 33°22′42″ j. š., 150°59′40″ v. d. |
|         | Hyde Park Barracks                      | 1818-19        | Sydney, Nový Jižní Wales     | 33°52′10″ j. š., 151°12′45″ v. d. |
|         | Old Government House                    | 1799           | Parramatta, Nový Jižní Wales | 33°48′44″ j. š., 150°59′50″ v. d. |
|         | Kingston and Arthurs Vale Historic Area | 1829-34        | ostrov Norfolk               | 29°3′12″ j. š., 167°57′31″ v. d.  |
|         | Brickendon and Woolmers Estates         | 1817           | Longford, Tasmánie           | 41°37′33″ j. š., 147°8′52″ v. d.  |
|         | Cascades Female Factory                 | 1828           | Jižní Hobart, Tasmánie       | 42°53′38″ j. š., 147°17′57″ v. d. |
|         | Coal Mines Historic Site                | 1833           | Little Norfolk Bay, Tasmánie | 42°59′19″ j. š., 147°43′ v. d.    |
|         | Darlington Probation Station            | 1825           | ostrov Maria, Tasmánie       | 42°34′54″ j. š., 148°3′58″ v. d.  |
|         | Port Arthur                             | 1830           | Port Arthur, Tasmánie        | 43°9′ j. š., 147°51′ v. d.        |
|         | Fremantle Prison                        | 1855           | Fremantle, Západní Austrálie | 32°3′18″ j. š., 115°45′13″ v. d.  |

## Významná světová hodnota podle UNESCO
Ochrana se týká jedenácti komplementárních míst. Jedná se o jedinečný a rozsáhlý příklad nucené migrace trestanců, kteří byli odsouzeni k přepravě do vzdálených kolonií britské říše; Stejná metoda byla také používána jinými koloniálními státy.
Tato místa ukazují různé způsoby, jak odsouzenci sloužili výstavbě koloniálních projektů budov, přístavů, infrastruktury, těžby zdrojů apod. Ukazují životní podmínky trestanců, kteří byli odsouzeni k přepravě daleko od svých domovů, zbaveni svobody a podrobeni nucené práci.
Tato doprava a související nucené práce byly prováděny ve velkém měřítku jak pro zločince, tak pro odsouzené za relativně malé trestné činy, jakož i pro vyjádření určitých názorů nebo pro politické oponenty. Vyhoštění do Austrálie se vztahovalo i na ženy a děti od devíti let. Trestanecké stanice jsou svědectvím právní formy trestu, které v 18. a 19. století převládaly ve velkých evropských koloniálních státech, často i po zrušení otroctví.
V rámci koloniálního systému, který byl základem nového osídlení Austrálie, bylo nucené přemístění domorodého obyvatelstva zpět do méně úrodného vnitrozemí a ke vzniku významného zdroje obyvatel evropského původu.